# 上田麻希

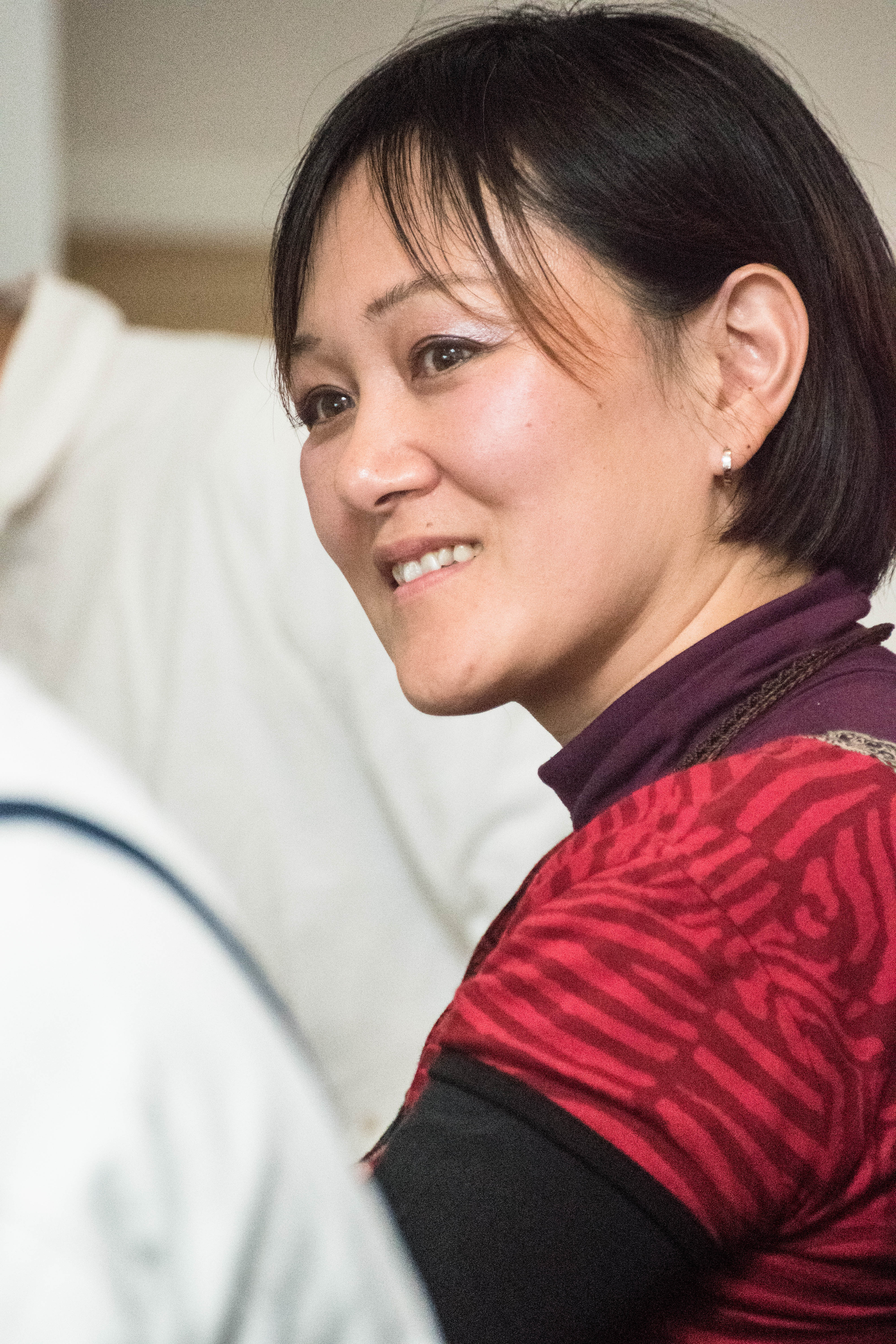
Experimental Scent Summit 2017で発表する上田麻希

上田 麻希（うえだ まき、1974年 - ）は日本のアーティスト。東京生まれ。石垣島及び東京を活動の拠点としている。

## 経歴
慶應義塾大学環境情報学部にて藤幡正樹に師事し、メディアアートを学ぶ。1997年に学部卒業、1999年に修士卒業。
嗅覚に焦点を置き、他の感覚からの影響を最小限に抑えた作品で知られており、嗅覚アート(Olfactory Art)の分野における重要なパイオニアの一人である。
「嗅覚のための迷路」シリーズは、鼻だけで空間をナビゲートしなければならないというインスタレーションで構成されている。嗅覚以外の感覚から情報が何もない状態で、参加者にとっては匂いの体験だけが頼りになる。
2009年にイギリスのサンダーランドにあるReg Vardy Galleryで開催された「もしもこんな匂いがあったなら」（If There Ever Was：Exhibition of Extinct and Impossible Smells）では、「シュタージ（旧東ドイツの国家保安省）が政治犯の体臭を集め、いつか犬によって追跡できるように瓶に保管していた」という設定で、「体臭 (‘Body Odour’)」を出品した。
2011年には、オランダのロッテルダムで開催されたV2_Lab for the UnstableMediaのPalm Top Theater展のゲストキュレーターとして招聘された。
香道を作品に取り入れていることでも知られている。オランダのハーグにある王立芸術アカデミーと王立音楽院のArtScience Interfacultyのプログラムでは、「匂いとアート」の授業を担当した。2009年から2018年まで続いたカリキュラムの「嗅覚ゲーム」では、日本の伝統的な香りのゲームである香道の考え方を用いて、香りという媒体に対して概念的かつ抽象的なアプローチを取り、あらゆるタイプのゲームを考え出した。

## 受賞歴
Art and Olfaction Awards において実験的作品に対して贈られる「Sadakichi Award部門」に過去に数多くの作品がノミネートされている。ノミネートされた作品は、「戦争の匂い」('The Juice of War' ) (2016)、「嗅覚のゲーム」(‘Olfactory Games’) (2018)、「触る香り」(‘Tangible Scents: Composition of Rose in the Air’) (2019)、「嗅覚のための迷路 」(’Olfactory Labyrinth V. 5: Invisible Footprints’) (2020)など多数。
2009年にはThe World Technology Awardsのアート部門にノミネートされている。また、2007年にはポーラ美術振興財団による若手芸術家の在外研修助成を受けた。